# Katastrofa lotu Fuerza Aérea Uruguaya 571
Katastrofa lotu Fuerza Aérea Uruguaya 571 – katastrofa lotnicza, do której doszło 13 października 1972 roku. Samolot Fairchild FH-227, należący do Urugwajskich Sił Powietrznych i przenoszący na swym pokładzie drużynę rugbystów wraz z członkami ich rodzin rozbił się w Andach. Spośród pasażerów ci, którzy nie zginęli bezpośrednio wskutek zderzenia z górą, zmuszeni byli przeżyć 72 dni w bardzo trudnych warunkach – na wysokości ponad 3600 metrów nad poziomem morza, w niskiej temperaturze i bez żywności.

## Katastrofa

### Przebieg lotu
Wyczarterowany od Urugwajskich Sił Powietrznych samolot wystartował 12 października 1972 roku z portu lotniczego w Montevideo-Carrasco. Na pokładzie znajdowało się 45 osób – zawodnicy drużyny rugby union Old Christians Club z uczelni Colegio Stella Maris z Montevideo, lecących na mecz do Santiago oraz ich znajomi i członkowie rodzin. Pilot, kapitan Julio Cesar Ferradas, miał wcześniej wylatanych 5117 godzin i odbył 29 lotów przez Andy.
Samolot wkrótce wylądował przymusowo w mieście Mendoza w Argentynie z powodu złych warunków pogodowych. Nie mogąc stamtąd udać się prosto do Santiago de Chile, piloci skierowali samolot na południe i lecieli równolegle do Andów, następnie skręcili w kierunku zachodnim, by przelecieć przez góry nad przełęczą Paso Pehuenche. Po przedostaniu się na chilijską stronę Andów planowali skręcić na północ i podejść do lądowania w Santiago. Po południu 13 października Fairchild znalazł się nad przełęczą, jeden z pilotów poinformował kontrolę lotów w Santiago, że znajduje się nad Curicó. Jednak silny wiatr z zachodu wiejący nad przełęczą spowolnił lot, przez co piloci źle obliczyli czas potrzebny na przebycie przełęczy. Z tego powodu skręcili w prawo (w kierunku północnym) zbyt wcześnie. Piloci myśląc, że mają teraz góry po prawej stronie, zaczęli obniżać lot w złym miejscu, pozostając nadal nad Andami.
Zanurzony w chmurach samolot wkrótce rozbił się na jednym ze wzniesień między Cerro Sosneado a wulkanem Tinguiririca, w pobliżu granicy Chile z Argentyną. Uderzenie spowodowało oderwanie prawego skrzydła, które zostało odrzucone do tyłu z taką siłą, że urwało statecznik pionowy, zostawiając dziurę w tylnej części kadłuba. Następnie samolot uderzył w kolejne wzniesienie, tracąc lewe skrzydło. W końcu pozbawiony już skrzydeł kadłub opadł na ziemię, ześlizgując się po zboczu aż do zatrzymania się na terytorium Argentyny, kilkaset metrów od granicy z Chile, 8 km na północny wschód od wierzchołka wulkanu Tinguiririca.

### Pierwsze dni po katastrofie
Spośród 45 osób na pokładzie, 12 nie przeżyło katastrofy, kolejnych 5 zmarło pierwszej nocy lub następnego dnia z powodu odniesionych obrażeń. Ósmego dnia zmarła jeszcze jedna osoba. Z pozostałych 27 pasażerów część miała lżejsze rany, w tym złamania powstałe na skutek rozbicia się samolotu. 5 osób, które wypadły z samolotu i uznano je początkowo za zaginione, 24 października zostały znalezione martwe.
Rozbitkowie nie mieli żadnego wyposażenia, niezbędnego do przebywania wysoko w górach, takiego jak ciepła odzież czy gogle, mogące zapobiec ślepocie śnieżnej. Nie mieli również leków, opatrunków ani żywności.
Natychmiast zorganizowano akcję poszukiwawczą, jednak szczątki białego samolotu były praktycznie niewidoczne z wysokości. Po 10 dniach zaniechano poszukiwań. Rozbitkowie znaleźli w samolocie niewielkie radio, z którego dowiedzieli się o odwołaniu akcji.
Niewielkie zapasy żywności, jakie posiadali to między innymi kilka tabliczek czekolady i kilka butelek wina. Mimo że rozdzielano je w bardzo małych racjach, wystarczyły na krótko. Aby uzyskać wodę, roztapiano śnieg, ustawiając do słońca metalowe elementy siedzeń, z których woda spływała do pustych butelek. W miejscu katastrofy nie było żadnych roślin ani zwierząt. W tej sytuacji grupa pasażerów podjęła zbiorową decyzję, że aby przeżyć, muszą jeść ciała zmarłych towarzyszy.

Na dużych wysokościach potrzeby kaloryczne organizmu są astronomiczne... Na serio umieraliśmy z głodu – bez nadziei na znalezienie pożywienia, ale wkrótce nasz głód stał się tak ogromny, że i tak szukaliśmy. Bez przerwy przetrząsaliśmy kadłub [samolotu] w poszukiwaniu resztek i okruchów. Próbowaliśmy jeść paski skóry oderwane z walizek, chociaż wiedzieliśmy, że zawierają tyle chemii, że bardziej nam zaszkodzą niż pomogą. Rozpruliśmy poduszki z foteli, mając nadzieję, że są wypchane słomą, ale była tam tylko niejadalna pianka tapicerska... Raz za razem dochodziłem do tego samego wniosku: o ile nie chcemy jeść ubrań, które mamy na sobie, nie ma tu nic oprócz aluminium, plastiku, lodu i kamieni.

Rankiem 28 października samolot został przysypany przez lawinę. Spośród 27 osób śpiących w kadłubie, 8 zginęło na miejscu. Pozostali przez trzy dni nie mogli opuścić kadłuba ze względu na grubą warstwę zalegającego na nim śniegu. Jednemu z rozbitków, Nando Parrado, udało się w końcu wybić dziurę w dachu kadłuba za pomocą metalowego pręta.

### Próby ratunku

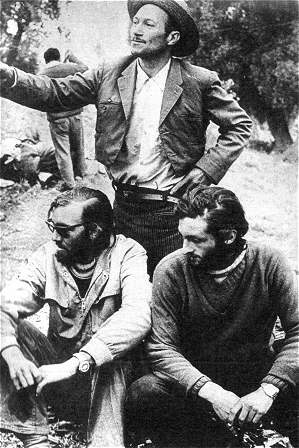
Parrado i Canessa po uratowaniu

Niektórzy z grupy uważali, że jedynym sposobem na ratunek jest przebycie gór i szukanie pomocy na własną rękę. Ponieważ słyszano, jak jeden z pilotów utrzymywał, że znajdują się nad Curicó, grupa przyjęła, że muszą być zaledwie kilka mil od siedzib ludzkich. W pierwszych tygodniach podjęto kilka wypraw na zachód od wraku samolotu, jednak niedożywienie, odwodnienie, ślepota śnieżna i bardzo mroźne noce udowodniły, że przedarcie się przez góry nie jest możliwe. W tej sytuacji zdecydowano, że kolejna wyprawa wyruszy w kierunku wschodnim w nadziei odnalezienia przejścia przez góry i kontynuowania marszu na zachód. Po kilkunastu godzinach drogi trzech rozbitków wybranych do ekspedycji odnalazło ogonową część samolotu z licznymi bagażami, w których znaleziono słodycze, papierosy i czyste ubrania. Grupa zadecydowała, że przenocują wewnątrz ogona, by kontynuować wyprawę następnego dnia. Drugiej nocy, podczas noclegu na otwartej przestrzeni grupa omal nie zamarzła na śmierć, dlatego następnego ranka powrócono do ogona, z którego planowano wyjąć baterie, które mogły posłużyć do uruchomienia radia znajdującego się w kadłubie samolotu.
Po ponownym przybyciu do miejsca, gdzie znaleziono ogon samolotu, grupa stwierdziła, że baterie są zbyt ciężkie, by można je było przenieść. Powrócono więc do kadłuba, by wymontować z niego radio i spróbować przenieść je do ogona. Grupa nie zdawała sobie sprawy, że radio było zasilane prądem przemiennym, więc nie mogło działać z bateriami, magazynującymi prąd stały. Po kilku dniach bezowocnych prób zrezygnowano z uruchomienia radia.

### Wyprawa po pomoc

Trasa wyprawy Parrado i Canessa zaznaczona zieloną liną

12 grudnia (prawie dwa miesiące po katastrofie), gdy mające nadejść już za dziewięć dni lato umożliwiło wyprawienie się po pomoc, Parrado, Canessa i Vizintín rozpoczęli wspinaczkę.
Wyprawa została wcześniej przygotowana. Najważniejszym punktem przygotowań było uszycie śpiwora, powstałego z połączenia różnych dostępnych kawałków materiału. Rozbitkowie dysponowali igłami i nićmi, które Carlos Páez Rodriguez znalazł we wraku. Rodriguez nauczył pozostałych szycia, aby mogli pracować na zmianę i w ten sposób szybciej ukończyć śpiwór.
Trzeciego dnia Parrado osiągnął przed dwoma towarzyszami pierwszy szczyt i przekonał się, że przed nimi rozpościerają się kolejne szczyty. Wypatrzył też jednak wąską dolinę, która, jak mu się wydawało, stanowiła wyjście z gór. Podjęto decyzję o kontynuowaniu wyprawy we dwójkę – Vizintín został wysłany z powrotem do wraku samolotu, ponieważ członkowie wyprawy stwierdzili, że dla wszystkich nie wystarczy zapasów żywności.
Parrado i Canessa wspinali się jeszcze przez kilka dni, by w końcu dotrzeć do zauważonej wcześniej doliny, która okazała się być korytem rzeki Rio Azufre. Idąc wzdłuż rzeki, przekroczyli linię wiecznego śniegu, stopniowo odnajdując coraz więcej śladów ludzkiej obecności. Dziewiątego dnia napotkali kilka krów, a wieczorem dostrzegli trzech pasterzy na koniach, którzy następnego dnia zabrali Parrado i Canessę do miejscowości Los Maitenes i sprowadzili pomoc.
22 grudnia z Santiago wyruszyła ekspedycja ratunkowa z dwoma śmigłowcami. Nando Parrado również poleciał w jednym ze śmigłowców, aby wskazać miejsce katastrofy. Z powodu złych warunków atmosferycznych, ekspedycja dotarła do celu dopiero po południu. Pozostali rozbitkowie dowiedzieli się już wcześniej z radia, że Parrado i Canessa znaleźli pomoc. Oba śmigłowce zdołały zabrać na pokład tylko połowę rozbitków, reszta musiała jeszcze raz przenocować we wraku i została uratowana dopiero następnego dnia. Wszyscy ocaleni trafili do szpitali w Santiago.

## Lista osób

### Załoga
- płk Julio Ferradas (pilot, zginął w katastrofie)
- ppłk Dante Lagurara (drugi pilot, zmarł następnego dnia po katastrofie w wyniku obrażeń)
- por. Ramon Martínez (zginął w katastrofie, wypadając z samolotu)
- kpr. Carlos Roque (zginął 29 października w lawinie)
- kpr. Ovidio Joaquin Ramírez (zginął w katastrofie, wypadając z samolotu)

### Pasażerowie

#### Ocaleni

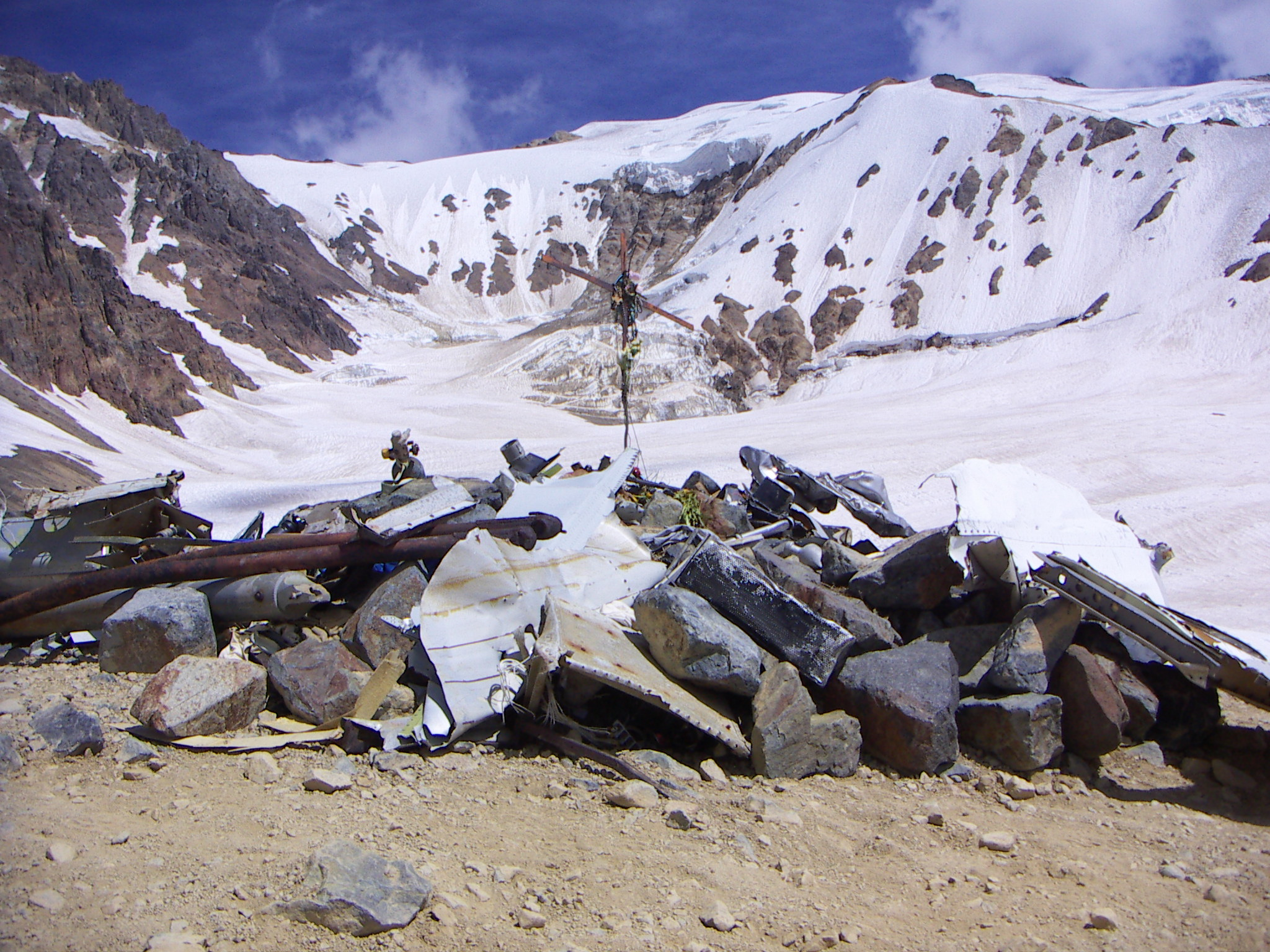
Zbiorowa mogiła ofiar katastrofy (luty 2006)

- Antonio Vizintín
- Jose Pedro Algorta
- Roberto Canessa
- Alfredo Delgado
- Daniel Fernández
- Roberto Francois
- Roy Harley
- Jose Luis Inciarte
- Alvaro Mangino
- Javier Methol
- Carlos Páez Rodriguez
- Fernando Parrado
- Ramón Sabella
- Adolfo Strauch
- Eduardo Strauch
- Gustavo Zerbino

#### Zmarli
- Francisco Abal (zmarł 14 października w wyniku obrażeń)
- Graciela Augusto Gumila de Mariani (zmarła 14 października w wyniku obrażeń)
- Gaston Costemalle (zginął na miejscu, wypadł z samolotu)
- Rafael Echavarren (zmarł 18 listopada)
- Alexis Hounié (zginął na miejscu, wypadł z samolotu)
- Dr Francisco Nicola (zginął na miejscu przygnieciony fotelami)
- Esther Horta Pérez de Nicola (zginęła na miejscu przygnieciona fotelami)
- Gustavo Nicolich (zginął 29 października w lawinie)
- Arturo Nogueira (zmarł 15 listopada)
- Guido Magri (zginął na miejscu, wypadł z samolotu)
- Felipe Maquirriain (zmarł 14 października w wyniku obrażeń)
- Julio Martínez-Lamas (zmarł 14 października w wyniku obrażeń)
- Daniel Maspons (zginął 29 października w lawinie)
- Juan Carlos Menéndez (zginął 29 października w lawinie)
- Eugenia Dolgay Diedug de Parrado (zginęła na miejscu)
- Susana Parrado (zmarła 21 października)
- Marcelo Perez (zginął 29 października w lawinie)
- Enrique Platero (zginął 29 października w lawinie)
- Liliana Navarro Petraglia de Methol (zginęła 29 października w lawinie)
- Daniel Shaw (zginął na miejscu, wypadł z samolotu)
- Diego Storm (zginął 29 października w lawinie)
- Numa Turcatti (zmarł 11 grudnia)
- Carlos Valeta (zginął na miejscu, wypadł z samolotu)
- Fernando Vázquez (zginął na miejscu)

## Katastrofa w kulturze popularnej

### Książki
- 1974 "Alive: The Story of the Andes Survivors" – pierwsza oficjalna książkowa publikacja dotycząca katastrofy, jej autorem jest Piers Paul Read, dziennikarz, który przeprowadził wywiady z rozbitkami i ich rodzinami.
- 2006 "Miracle in the Andes" – opublikowana 32 lata po katastrofie książka autorstwa Fernando Parrado, jednego z ocalałych pasażerów.
- 2022 "To Play the Game: A History of Flight 571" – opublikowane po latach dzieło Piersa Paula Reada, kompletna historia, traktowana zarazem przez autora jako uzupełnienie wcześniejszej książki. Okraszona licznymi zdjęciami.

### Film i telewizja
- 1976 "Supervivientes de los Andes" – meksykańska produkcja w reżyserii René Cardony[5], oparta na nieautoryzowanej książce Survive (autor: Clay Blair) z 1973
- 1993 "Alive, dramat w Andach" – film w reżyserii Franka Marshalla, oparty na książce Alive: The Story of the Andes Survivors. Występuje w nim Ethan Hawke, natomiast narratorem jest John Malkovich.
- 1993 "Alive: 20 Years Later" – film w reżyserii Jill Fullerton-Smith, narratorem jest Martin Sheen. Opowiada o życiu ocalałych pasażerów dwadzieścia lat po katastrofie.
- 2007 "Stranded: I Have Come from a Plane That Crashed on the Mountains" – film autorstwa Gonzalo Arijón. Jest to dokument przedstawiający wywiady z wszystkimi rozbitkami, członkami ich rodzin, współczesną ekspedycję do miejsca katastrofy oraz kilka wyreżyserowanych scen[6][7].
- 2007 "Trapped: Alive in the Andes" – jeden z odcinków serii filmów dokumentalnych Trapped, stworzonych dla National Geographic Channel.
- 2023 "Śnieżne bractwo" – film w reżyserii J.A. Bayona (dystrybucja Netflix)